# بنك بريد إيران
بريد بنك إيران (بالفارسية: پست بانک ایران) هو بنك إيراني .

## تاريخ البنك
تأسس بنك بريد إيران رسميًا في عام 1996. وهو البنك الحادي عشر المملوك للدولة في إيران. 
في عام 2024، شنت "مجموعة تسريبات أي أر" هجومًا إلكترونيًا على القطاع المصرفي الإيراني، مما أثر على 20 من أصل 29 بنكًا في البلاد، بما في ذلك بنك بريد إيران والبنك المركزي الإيراني . ووصفت صحيفة بوليتيكو الهجوم بأنه "أسوأ هجوم" في تاريخ إيران. 

## القضايا الدولية
في 6 سبتمبر/أيلول 2013، قضت المحكمة العامة الأوروبية في لوكسمبورج بإلغاء العقوبات التي فرضها الاتحاد الأوروبي منذ عام 2010 على البنك على أساس دعم البرامج النووية والصاروخية الإيرانية، حيث لم تثبت حكومات الاتحاد الأوروبي الاتهامات الموجهة إلى البنك.   اعتبارًا من عام 2016، كان تجميد الأصول الذي فرضه الاتحاد الأوروبي لا يزال ساريًا. 

## أنظر أيضاً
- المصارف والتأمين في إيران
- الخصخصة في إيران